# Madeleine Yamechi
Madeleine Yamechi Sielanou (sinh ngày 6 tháng 3 năm 1982) là một vận động viên cử tạ nữ Camaroon/Pháp.
Cô đại diện cho Cameroon tại Thế vận hội Mùa hè 2004. Sau đó, cô bắt đầu đại diện cho Pháp tại các cuộc thi quốc tế. Cô thi đấu tại các giải vô địch thế giới, bao gồm cả Giải vô địch cử tạ thế giới 2015.

## Kết quả chính
| Year                | Venue                            | Weight              | Snatch (kg)         | Snatch (kg)         | Snatch (kg)         | Snatch (kg)         | Clean & Jerk (kg)   | Clean & Jerk (kg)   | Clean & Jerk (kg)   | Clean & Jerk (kg)   | Total               | Rank                |
| Year                | Venue                            | Weight              | 1                   | 2                   | 3                   | Rank                | 1                   | 2                   | 3                   | Rank                | Total               | Rank                |
| World Championships | World Championships              | World Championships | World Championships | World Championships | World Championships | World Championships | World Championships | World Championships | World Championships | World Championships | World Championships | World Championships |
| ------------------- | -------------------------------- | ------------------- | ------------------- | ------------------- | ------------------- | ------------------- | ------------------- | ------------------- | ------------------- | ------------------- | ------------------- | ------------------- |
| 2015                | Houston, United States           | +75 kg              | 88                  | 88                  | 90                  | 32                  | 110                 | 115                 | 117                 | 30                  | 205                 | 31                  |
| 2014                | Almaty, Kazakhstan               | +75 kg              | 88                  | 90                  | 94                  | 24                  | 110                 | 113                 | 115                 | 24                  | 203                 | 24                  |
| 2007                | Chiang Mai, Thailand             | 69 kg               | 97                  | 99                  | 101                 | 12                  | 124                 | 124                 | 125                 | ---                 | 0                   | ---                 |
| 2006                | Santo Domingo, Cộng hòa Dominica | 69 kg               | 97                  | 100                 | 100                 | 10                  | 121                 | 124                 | 124                 | 6                   | 221.0               | 6                   |
| 2005                | Doha, Qatar                      | 75 kg               | 93                  | 96                  | 100                 | 12                  | 122                 | 125                 | 125                 | 9                   | 218.0               | 11                  |
| 2003                | Vancouver, Canada                | 69 kg               | 97.5                | 102.5               | 102.5               | 10                  | 127.5               | 132.5               | 135                 | 6                   | 230                 | 9                   |
| 2001                | Antalya, Turkey                  | 69 kg               | 92.5                | 97.5                | 97.5                | 10                  | 120                 | 125                 | 127.5               | 8                   | 217.5               | 8                   |
| 1999                | Piraeus, Hy Lạp                  | 69 kg               | 82.5                | 87.5                | 90                  | 18                  | 107.5               | 112.5               | 115                 | 15                  | 205                 | 16                  |